# 남충원
남충원(南忠元, ? ~ ?)은 조선 시대 중기의 문관 관료 겸 정치인이고, 본관은 고성(固城)이며, 아버지는 판결사(判決事)를 지낸 남득정(南得正)이다.

## 생애
덕흥군 이초의 사위이자 명종의 이복 조카사위이며 선조의 이복 매제이기도 한 그는 선조 임금 때 음서로 천거되어 감찰(監察)을 역임하였고 1597년(선조 30) 정유재란 때 청양현감(靑陽縣監)으로 재임 당시 일본군대에게 잡혀 포로로 일본으로 끌려갔다. 1601년(선조 34) 일본과 강화를 맺고 그해 풀려났다.

## 가족관계
- 아버지 : 남득정(南得正)
  - 부인 : 이혜옥(李惠玉, 1558년 - 1599년) - 덕흥대원군의 서녀(庶女), 선조의 서매(庶妹)
    - 장남 : 남렴(南濂, 1573년 - ?년)
    - 차남 : 남연(南演, 1606년 - ?년)
    - 삼남 : 남징(南澂, 1609년 - ?년)
    - 장녀 : 남애숙(南愛淑, 1578년 - ?년) - 남양인 홍이중(洪頤中)에게 출가
    - 차녀 : 남종정(南終正, ?년 - ?년) - 변급(邊伋)에게 출가